# تجمع امخيالة (جيشان)

تعديل مصدري - تعديل

تجمع امخيالة هي إحدى قرى عزلة جيشان بمديرية جيشان التابعة لمحافظة أبين، بلغ تعداد سكانها 57 نسمة حسب تعداد اليمن لعام 2004.